# Бурдули, Элгуджа Владимирович
Элгу́джа Влади́мирович Бурду́ли (груз. ელგუჯა ვლადიმერის ძე ბურდული; 1 апреля 1941, Тбилиси — 5 марта 2022) — советский и грузинский киноактёр, певец.

## Биография
Элгуджа Бурдули родился 1 апреля 1941 года в Тбилиси. Поступил в 1959 на вечернее отделение Грузинского государственного политехнического института и учился на строительном факультете до 1969 года. Перед тем как заняться актёрской деятельностью, работал матросом водной станции «Тбилисского моря» (1958), бетонщиком управления дорожного строительства «Инжстрой» (1960—1961), артистом Государственного Хореографического ансамбля народных танцев ГССР под руководством Н. Рамишвили и И. Сухишвили (1961—1964), бригадиром комплексной бригады РСУ Машпрома СНХ ГССР (1964), оператором 2-го разряда АЗС г. Тбилиси (1965—1984).
С 1974 года начал активно сниматься в кино. В 1993 году был принят в члены Российской академии кинематографических искусств «Ника». В 1999 году вошёл в Гильдию киноактёров России.
С 1991 года служил алтарником в тбилисском храме Сиони. Скончался 5 марта 2022 года в возрасте 80 лет.

## Семья
Жена — актриса кино и театра Инеза Абесадзе (род. 1940). Сыновья Ладо (род. 1964), Бакури (род. 1975), дочь Майя (род. 1965).

## Фильмография
- 1974 — Рейс первый, рейс последний — Гуджа, шофер
- 1974 — Следую своим курсом — Аракелов, матрос
- 1977 — Ненависть — Прохор
- 1977 — Перелетные воробьи — Гуджа
- 1978 — Отряд особого назначения — Гуджа Баблуани
- 1978 — Забудьте слово «смерть» — Охрим
- 1979 — Мацги — Мацги
- 1979 — Зов в пелагоне — Ахмах
- 1979 — Хлеб, золото, наган — Пашка, цыган
- 1980 — Цель — Ашордия
- 1981 — Пловец — Дурмишхан Думбадзе
- 1982 — Дмитрий II — Давид
- 1982 — Обращение — Царь Мириан
- 1982 — Шалаш мудрости — Рассказчик
- 1982 — Азбука мудрости
- 1982 — Сафо — Дезертир
- 1983 — Портрет
- 1983 — Весна проходит — Батарек Чинчараули
- 1983 — Заложник — Главарь
- 1983 — Молитва
- 1984 — Гудамакрские рассказы — Хевисбери
- 1984 — Не тот человек — Хмурый
- 1985 — Сделка — Чако
- 1985 — Капкан для шакалов — Гаиб-бек
- 1985 — Русь изначальная — Велизарий
- 1985 — Мужчины и другие
- 1985 — Робинзониада — Мгеладзе
- 1986 — Борис Годунов — Арабский купец
- 1986 — Нужные люди — Резо
- 1986 — Шесть снежных дней — Гуджа
- 1986 — Храмой Дервиш — Погонщик
- 1986 — Любовь мани — Барлас
- 1986 — Очи черные — Джузеппе
- 1986 — Миражи любви — эпизод
- 1986 — Уполномочен революцией — Элиава
- 1987 — Свежий ветер океан — Боцман
- 1987 — Искатель приключений — Гуджа
- 1987 — Неоконченный портрет — Бармен
- 1989 — Трудно быть богом — Барон Пампа
- 1992 — Солнце неспящих / груз. უძინართა მზე— доктор Гела Бенделиани
- 1993 — Кавказский вечер
- 1996 — Тысяча и один рецепт влюблённого кулинара — дедушка
- 2000 — 27 украденных поцелуев — директор школы
- 2001 — Антимоз Иверинский — Лупе
- 2001 — 3 Асурийских отцов — Рассказчик
- 2009 — Чёрный баран — Липарит
- 2011 — Моя безумная семья!
- 2017 — Движение вверх — грузинский аксакал
- 2019 — Я подарю тебе победу — Миша в зрелом возрасте

## Дискография
- 2003 — Пловец, певец прекрасных дам[6]
- 2005 — Воспоминания[7].

## Награды
- 1992 — главный приз за лучшую мужскую роль в фильме «Солнце неспящих» на кинофестивале «Созвездие».
- 1993 — премия «Ника» за лучшую мужскую роль в фильме «Солнце неспящих».
- 2021 — Почётный гражданин Тбилиси